# 绿心木属
绿心木属（Chlorocardium）是樟科的一个属。它只包含三个物种：C. esmeraldense、C. rodiei（罗迪氏绿心木）和C. venenosum，原产于南美洲北部。Chlorocardium有绿色（chloro-）和心脏（cardia）的意思。
绿心木属的植物大多数为30米高，最高可达40米，雌雄同体。它们是生长缓慢的树冠常绿树种，木材和树皮有香味，产出的木材价值很高。它们分布于秘鲁、厄瓜多尔、哥伦比亚和圭亚那地盾地区。
由于在木材工业中被大量使用，导致了成熟个体的稀少。

## 生态学
绿心木属植物生长在热带森林中，其生态环境在一年中大部分时间内需要云层覆盖和连续降雨。
绿心木的果实是一种核果，是鸟类的重要食物来源。
该物种在圭亚那的通用名称是绿心（greenheart）。
1. ↑  Rijks, Meta H.; Malta, Erik-Jan; Zagt, Roderick J. . Journal of Tropical Ecology. 1998-07, 14 (4). ISSN 1469-7831. doi:10.1017/S0266467498000340 （英语）.